# Спартак (волейбольный клуб, Иркутск)
«Спарта́к» — советский женский волейбольный клуб из Иркутска.

## Достижения
- Серебряный призёр чемпионата СССР 1968.
- Победитель Всесоюзных зимних соревнований 1964.

## История
Женская волейбольная команда «Спартак» (Иркутск) — участница чемпионатов СССР 1940, 1946, 1947, 1949—1951, 1960—1970 годов. В 1959 году команда стала чемпионом РСФСР и получила право на выступление в классе «А» — высшем волейбольном дивизионе того времени. Первый серьёзный успех к иркутским волейболисткам пришёл в 1966 году, когда под руководством тренера Ольги Ивановой «Спартак» занял 4-е место в чемпионате СССР. Лидерами команды были игрок сборной СССР, серебряный призёр токийской Олимпиады 1964 Нелли Абрамова, а также Р.Семенкевич и Н.Радченко. Высшим достижением «Спартака» стали серебряные медали союзного первенства, выигранные в 1968 году. Однако в следующем сезоне команда заняла лишь предпоследнее (11-е) место в 1-й группе класса «А» чемпионата СССР 1969 и покинула высший дивизион советского женского волейбола. Но и пребывание классом ниже для «Спартака» длилось лишь сезон. Став худшей командой РСФСР среди команд 2-й группы чемпионата СССР 1970, «Спартак» выбыл из числа участников союзных первенств.
Среди достижений «Спартака» следует также отметить победу во Всесоюзных зимних соревнованиях 1964 года, проводившихся вместо чемпионата СССР и в которых выступали сильнейшие советские волейбольные команды без игроков сборной СССР, находившихся на централизованной подготовке к Олимпиаде-1964.
В 1963 году на волейбольном турнире Спартакиады народов СССР бронзовые награды в соревнованиях женских команд выиграли волейболистки сборной РСФСР, в составе которой было 9 представительниц иркутского «Спартака».